# Амки
Амки (чечен. Іамкъие)— покинутый аул в Галанчожском районе Чечни.

## География
Расположен к северо-западу от районного центра Галанчож.
Ближайшие развалины аулов: на севере — развалины аулов Толь и Ялхорой, на северо-западе — развалины аула Дженчу, на юго-западе — развалины аула Итыркале.

## История
Аул Амки ликвидирован в 1944 году во время выселения чеченцев. После восстановления Чечено-Ингушской АССР в 1956 году чеченцам было запрещено селиться в данном районе.